# Gueugnon
Gueugnon er en commune i Saône-et-Loire départementet i det østlige Frankrig.
Under Tour de France 2010, var Gueugnon målby for den 227,5 km lange 6. etape med start i Montargis.

## Økonomi
Den primære industri i byen er et stålværk drevet af Arcelor.

## Venskabsby
Gueugnon er en venskabsby med Otterberg, Tyskland.